# بوسه از گل سرخ
«بوسه از گل سرخ» (به انگلیسی: Kiss from a Rose) تک‌آهنگی از خواننده بریتانیایی سیل است در دومین البوم استودیویی‌اش سیل ۲ که در سال ۱۹۹۴ منتشر شد. این ترانه برندهٔ ۳ جایزه گرمی شد.